# Malchus

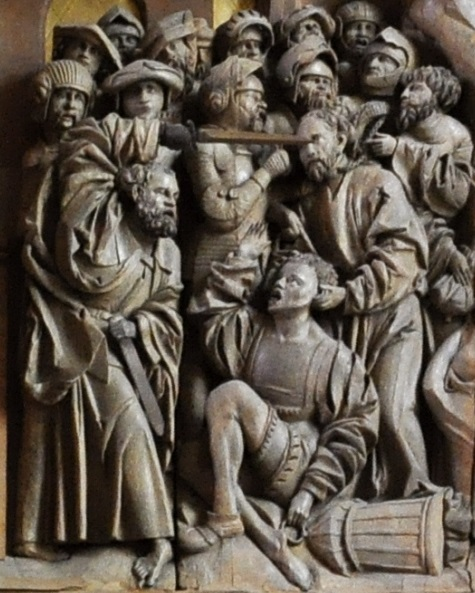
Gefangennahme Jesu, Detail vom Passionsaltar der Hildesheimer St.-Magdalenen-Kirche: Petrus mit erhobenem Schwert, am Boden mit einer Laterne Malchus, dessen Ohr Jesus heilt

Malchus (wahrscheinlich latinisiert aus hebr. Melech) ist ein im Neuen Testament namentlich erwähnter Mann.

## Biblisches Ereignis
Malchus arbeitete als Diener bei Kajaphas, dem Hohenpriester Israels. Laut dem Johannesevangelium befand er sich unter den Soldaten und Gerichtsdienern des Sanhedrin, die mit Judas Iskariot entsandt wurden, um Jesus im Garten Getsemani zu verhaften. Vor der Festnahme Jesu habe der Jünger Simon Petrus mit seinem Schwert das rechte Ohr des Malchus abgehauen (Joh 18,10–11 ). Johannes überliefert nichts über das weitere Schicksal des Malchus.
Allerdings erwähnt Johannes Malchus indirekt in Bezug auf einen „Verwandten dessen, dem Petrus das Ohr abgehauen hatte“; dieser erklärt, Petrus mit Jesus im Garten gesehen zu haben und also Zeuge der Tat zu sein (Joh 18,26 ).
Die Überlieferung vom abgehauenen Ohr findet sich, ohne Namensnennung von Täter und Opfer, auch im Lukasevangelium. Hinzugefügt wird die Schilderung der Heilung des Verletzten durch eine Berührung Jesu (Lk 22,50–51 ; weitere Parallelstellen Mt 26,51  und Mk 14,47 ).

## Rezeption
In der altkirchlichen Auslegungstradition, etwa bei Johannes Chrysostomus, wurde der verletzte und geheilte Malchus mit dem Knecht gleichgesetzt, der Jesus anschließend beim Verhör vor Hannas ins Gesicht schlug (Joh 18,22 ). Malchus galt damit als besonders verächtlich, weil er denjenigen entehrte, der ihn geheilt hatte. In Israel entstand daraus die Legende von der Bestrafung des Malchus: Er muss auf Erden ein ehr- und hoffnungsloses Leben weiterführen bis zum Jüngsten Gericht. Diese Geschichte wurde eine der Quellen des Mythos vom Ewigen Juden.
Malchus wurde zum Namen einer hochmittelalterlichen, einschneidigen Schwertform (siehe Falchion).
Gustav Regler veröffentlichte 1956 seine Autobiografie unter dem Titel Das Ohr des Malchus.
In Mel Gibsons Spielfilm Die Passion Christi stellt Roberto Bestazzoni den Malchus dar. Im Film wird gezeigt, wie Jesus den Malchus heilt.